# Alergias a materiales dentales
Existen distintos tipos de reacciones alérgicas y en la odontología los pacientes son más susceptibles a estas por el contacto con diferentes tipos de materiales dentales. Debemos de realizar una historia clínica para conocer los antecedentes de los pacientes y escoger el material adecuado para elaborar su tratamiento; la selección de este es un factor fundamental.
Para lograr una buena selección tenemos que tomar en cuenta la biocompatibilidad, si el material es degradable o no, si es bacteriostático, radiopaco y el más importante, debe de proveer beneficios al paciente portador de este. 
Se define a la alergia como una reacción anormal del organismo que responde de forma exagerada cuando entra en contacto con una sustancia proveniente del exterior a la que los demás individuos normalmente no reaccionan.
En odontología se dan por reacciones de hipersensibilidad a materiales dentales.
Se presentan como: 
•     Sensación de picor
•     Enrojecimiento
•     Inflamación
•    Una lesión de la mucosa por el contacto del alérgeno
La capacidad para producir la sensibilidad por contacto, se produce por la simple unión entre el alérgeno químico  y las proteínas, especialmente las de la epidermis y mucosa oral.

## Materiales dentales que pueden ocasionar alergias

### Alergias a Resinas
Las restauraciones con resinas acrílicas y compuestas desencadenan reacciones alérgicas en la mucosa oral. 
Resinas acrílicas 
- Estomatitis protésica por contacto, se observa como un área roja brillante, con sensación de ardor, prurito y alteración del gusto.[4]
- Puede asociarse a una infección por cándida albicans cuando hay alteraciones del sistema inmunológico del paciente y sus defensas están disminuidas.

Resinas compuestas 
Se presenta porque en las resinas activadas por la luz y activadas químicamente se encuentra el formaldehído; esta substancia puede quedar en contacto con los tejidos orales y se desencadenan reacciones alérgicas como lesiones
eritematosas adyacentes a los tejidos adversos, sensación quemante, xerostomía.

### Alergias al látex
Los productos utilizados en el tratamiento dental pueden contener látex, como: guantes, diques de hule, tazas para profilaxis y guantes.
Los guantes son los que causan más reacciones alérgicas porque contienen partículas de polvo que entran directamente en contacto con la piel y la boca. 
La reacción que desencadenan puede ser ligera o severa. Las personas más vulnerables a las reacciones alérgicas por causa del látex son las que padecen dermatitis. 
Esta reacción se presenta con un prurito y rubor, hinchazón y en casos muy avanzados pueden llegar a presentar edema facial, conjuntivitis, desmayos y shock anafiláctico. 

### Alergias a materiales de impresión
Existen distintos tipos de materiales de impresión, se clasifican en:
- Elásticos.  Elastomericos: siliconas de adición y de condensación, los poliéter y los polisúlfuros. Hidrocoloides: Reversibles (Agar) Irreversibles (Alginato)
- No elásticos. Ceras, Yeso, materiales termoplásticos.[3]

Estas alergias no son muy comunes y es muy baja la probabilidad que se obtengan. Los materiales de impresión que contienen poliéteres, se han reportado como causantes de reacciones alérgicas porque contienen una pasta catalizadora que está compuesta a base de éster de sulfato aromático, que al ponerse en contacto con la piel causa una reacción.
El odontólogo o auxiliar deben de tomar precauciones al momento de manipular la pasta catalizadora y lograr una buena combinación de esta para evitar la reacción alérgica en el paciente e incluso en el personal dental, porque en el momento de su preparación sus manos están en contacto con el material. 
Se recomienda el uso de guantes para aquellos materiales en los que está indicado y evitar que inhiban su polimerización. 
La reacción alérgica se presenta como prurito, enrojecimiento de la mucosa, entre otros síntomas más severos. 

### Alergias a productos que contienen Eugenol
El eugenolato de Zinc es un material que contiene Eugenol y en odontología es muy utilizado en tratamientos de conductos radiculares y como un restaurador temporal. Es soluble en medios húmedos como la saliva, por lo tanto actúa como un irritante de contacto y presenta una respuesta inflamatoria de la mucosa, puede causar citotoxicidad en la cavidad oral. 
El Resilon es un material para la obturación de conductos radiculares, basado en polímeros sintéticos del poliéster, es una buena alternativa para los pacientes alérgicos al Eugenol.

### Alergias a los Anestésicos
Las reacciones alérgicas se dan principalmente con los anestésicos tipo éster (procaína, benzocaina, tetracaina) y van desde dermatitis hasta reacciones de respuesta anafiláctica, que cuando aparecen suelen ser de extrema gravedad.
Las amidas también pueden llegar a tener hipersensibilidad porque contienen metilparabeno, este es un éter alcalino y por lo tanto puede producir reacciones alérgicas.
La lidocaína preparada para uso tópico puede contener metilparabeno o clorocresol como conservantes que pueden producir sensibilización.
Los signos clínicos más típicos son: eritema, prurito, urticaria o dermatitis exfoliativa, edema oral o facial, puede haber convulsiones, síntomas gastrointestinales, shock y coma. Se debe sospechar que existe alergia si cualquiera de los síntomas señalados se presenta a continuación de la administración de los anestésicos locales, pero no es normal en su ausencia.

### Alergias a Metales
Titanio
El titanio es el material por excelencia utilizado en implantología oral. La alergia al titanio no se manifiesta fácilmente ya que en la cavidad bucal es difícil de detectar.
El implante dental está sumergido en el hueso, la parte que entra en contacto con la mucosa oral está protegida por una barrera de glicoproteínas salivares y la mucosa oral es mucho más resistente al estímulo antigénico que la piel.
La alergia al titanio se refleja con síntomas como: dermatitis, urticaria, vasculitis. 
Níquel
A nivel odontológico se utiliza aleación con níquel para puentes fijos y aparatos de Ortodoncia (aleaciones de níquel y cromo).
Produce dermatitis de contacto, mayor que otros metales combinados, así solo sea usado en una pequeñísima cantidad. Esto se debe a que la corrosión de las aleaciones con níquel libera níquel que es acumulado en los tejidos adyacentes, aunque esta liberación del metal no es proporcional al contenido del níquel en la aleación.
Los síntomas incluyen edema de los párpados, inflamación y fisuras de los labios, eczema crónica de mejillas y manos. Además, se pueden producir lesiones en otros sitios como brazos, piernas, cuello y cara. 3

### Alergias al Mercurio
En odontología se utiliza la amalgama como material restaurativo y este contienen mercurio. Se han realizado múltiples estudios de biocompatibilidad debido a que el mercurio se libera y se absorbe a través de los pulmones en un 80%. Además, es soluble en grasas y atraviesa las membranas celulares causando daño directo a órganos como el cerebro y los huesos.
Las reacciones de hipersensibilidad tardía a las restauraciones de amalgama se ven como lesiones eritematosas y pruríticas en la mucosa oral y en la piel de la cara y el cuello. 

### Alergias al Formaldehído
El uso que se le da al formaldehído puede ser dividido en grupos: 
- Fabricación de resinas
- Como materia prima para otros productos: Fertilizantes, paraformaldehído, Edta y Nta. (Se usan en la rama de endodoncia para desinfectar el conducto radicular)

El formaldehído es una causa común de dermatitis de contacto alérgica. Los rasgos característicos de la alergia son la reacción anafiláctica o de descarga y urticaria generalizada.
Los pacientes alérgicos al formaldehído son por lo general las mujeres que desarrollan picazón e hinchazón en las manos o la cara. La herramienta más útil y de diagnóstico para determinar la alergia formaldehído es la evaluación de anticuerpos IgE específicos a formaldehído. 

## Métodos Preventivos
Los métodos para el tratamiento de las alergias incluyen un manejo sintomático, desensibilización y eliminación del contacto con el factor alergénico. 
Lo importante no es hacer tratamiento, sino prevenir la aparición de estas manifestaciones, que se dan por contacto a estos tipos de materiales.
Es importante que tengamos la cultura de prevención ya que esto nos evitara tener alguna emergencia con el paciente, para prevenir es necesario que:  
Como papel del odontólogo: 
- Realice correctamente una historia clínica corroborando si el paciente padece algún tipo de alergia.
- El consultorio este en buen estado y cumpla con las respectivas normas de salud.
- El consultorio este con buena higiene.
- Esterilizar todo el instrumental.
- Todo el equipo dental debe estar en buen estado.
- Debe portar todo su ropa de seguridad.

Como papel del paciente: 
- Se encargara de su salud deberá decir al personal clínico si es alérgico a algún material dental para así no provocar consecuencias e algunas alergias.